# Juizados da Infância e Juventude
Os Juizados da Infância e Juventude, anteriormente denominados de Juizados de Menores, são órgãos do judiciário estadual brasileiro que julgam causas de interesse das crianças e adolescentes em situação de risco e dos procedimentos de apuração de atos infracionais cometidos por adolescentes. Processam, ainda, os pedidos de colocação em família substituta, como a adoção. São regidos pelo Estatuto da Criança e do Adolescente.
Os antecedentes dos Juizados da Infância e Juventude, os Juizados de Menores, antecedem as primeiras legislação de tutela das crianças e adolescentes, sendo datados de 1924. Somente em 1927 foi editado o primeiro Código de Menores.
O psicólogo possui especial importância no contexto destes Juizados, com a realização de perícias e acompanhamento de aplicação de medidas de proteção e medidas socioeducativas.